# Keresztény Élet
Népszerű magyar római-katolikus hitbuzgalmi hetilap – öndefiníciója szerint „a vallásos családok hetilapja“ – megjelenik huszonhárom éve. Eleinte a szerkesztőség Miskolcon volt, s a kiadója is miskolci: a Szent Maximilián Lap- és Könyvkiadó. Egy éve a szerkesztőség Budapesten van, a lapnak Nagyváradon és Révkomáromban is van fiókszerkesztősége.
Az 1993-ban alapított lap egyszerre kívánja közvetíteni a vallással kapcsolatos híreket és a teológiai tanításokat, miközben a teológia tudományában kevésbé jártas emberek számára is érhető marad. Önmagát ,,katolikus népújság"-nak tartja. Főként rövidebb cikkeket és fényképeket közöl.
Az Új Ember című lapot Czoborczy Bence főszerkesztő riválisnak tartja, mindazonáltal a két katolikus hetilap segíti egymást.

## Lásd még
- Új Ember: Bemutatkozik a Keresztény Élet
- Magyar katolikus lexikon (Keresztény Élet)